# Karl Ouimette
Karl W. Ouimette est un joueur de soccer international canadien, né le 18 juin 1992 à Terrebonne au Québec. Il joue au poste de défenseur central au Celtix de Haut-Richelieu en Première ligue senior du Québec.

## Biographie

### En club
Karl Ouimette évolue dans différents clubs de jeunes de Lanaudière avant de rejoindre l'Attak de Trois-Rivières en 2009. Il remporte la Ligue canadienne de soccer cette saison-là. En 2010, le club de Trois-Rivières se retire de la compétition au profit de l'Impact de Montréal U21. Il y évolue pendant près de trois saisons au sein de la Ligue canadienne de soccer à titre de capitaine.
Lors de la saison 2012, il s'entraine régulièrement avec l'équipe première et signe son premier contrat professionnel le 6 juin 2012. Il devient le premier joueur issu de l'académie à rejoindre les pros et signer avec la MLS. Il fait sa première apparition en MLS le 21 juin 2012 à Houston (défaite 3-0). Il est titulaire au Stade Saputo pour le match amical contre l'Olympique lyonnais le 24 juillet 2012 (nul 1-1).
Après deux semaines de préparation pour la saison à venir, Ouimette est libéré par l'Impact de Montréal le 6 février 2015. Quelques jours plus tard, il est mis à l'essai par son ancien entraîneur Jesse Marsch aux Red Bulls de New York. Il signe finalement avec le club le 4 mars 2015.
Le 24 juin 2016, Ouimette est prêté à l'Armada de Jacksonville en NASL pour le reste de la saison.
Aux États-Unis entre 2015 et 2022, Karl Ouimette revient dans son pays natal lorsqu'il s'engage à l'Atlético Ottawa en Première ligue canadienne le 31 janvier 2023,.

### En équipe nationale
Ouimette est retenu avec la sélection canadienne U17 pour disputer championnat de la CONCACAF des moins de 17 ans 2009 organisé au Mexique.
Karl Ouimette est retenu pour la première fois avec l'équipe du Canada "A" à l'occasion d'un camp d'entraînement à Bad Waltersdorf en Autriche du 11 au 20 novembre 2013. 
Le 15 novembre 2013, il figure pour la première fois sur le banc des remplaçants de l'équipe nationale A, mais sans entrer en jeu, lors d'une rencontre amicale face à la République tchèque (défaite 2-0). Quatre jours plus tard, il obtient sa première sélection, en entrant en jeu en toute fin de match contre la Slovénie (défaite 1-0). Il obtient sa première titularisation le 19 novembre 2014, en amical contre le Panama (0-0).
Le 31 mars 2015, il délivre sa première passe décisive en faveur de son coéquipier Cyle Larin, lors d'une rencontre amicale face à Porto Rico, permettant ainsi à son équipe de l'emporter sur le score de 0-3.
Par la suite, en juillet 2015, il participe à la Gold Cup organisée aux États-Unis. Lors de cette compétition, il ne joue qu'une seule rencontre, face au Costa Rica. Avec un bilan de deux matchs nuls et une défaite, le Canada ne parvient pas à dépasser le premier tour.

## Palmarès
Impact de Montréal
- Vainqueur du Championnat canadien en 2013

 Attak de Trois-Rivières
- Vainqueur de la Ligue canadienne de soccer en 2009

## Statistiques
| Saison                | Club                          | Championnat           | Championnat | Championnat | Coupe(s) nationale(s) | Coupe(s) nationale(s) | Compétition(s) continentale(s) | Compétition(s) continentale(s) | Compétition(s) continentale(s) | Séries | Séries | Total | Total |
| Saison                | Club                          | Division              | M.          | B.          | M.                    | B.                    | Comp.                          | M.                             | B.                             | M.     | B.     | M.    | B.    |
| 2012                  | Impact de Montréal            | MLS                   | 2           | 0           | -                     | -                     | -                              | -                              | -                              | -      | -      | 2     | 0     |
| 2013                  | Impact de Montréal            | MLS                   | 7           | 1           | 1                     | 0                     | LCC                            | 1                              | 0                              | 0      | 0      | 9     | 1     |
| 2014                  | Impact de Montréal            | MLS                   | 12          | 0           | 4                     | 0                     | LCC                            | 2                              | 0                              | -      | -      | 18    | 0     |
| Sous-total            | Sous-total                    | Sous-total            | 21          | 1           | 5                     | 0                     | -                              | 3                              | 0                              | 0      | 0      | 29    | 1     |
| 2015                  | Red Bulls de New York         | MLS                   | 11          | 0           | 0                     | 0                     | -                              | -                              | -                              | 0      | 0      | 11    | 0     |
| 2016                  | Red Bulls de New York         | MLS                   | 7           | 0           | 0                     | 0                     | -                              | -                              | -                              | 0      | 0      | 7     | 0     |
| Sous-total            | Sous-total                    | Sous-total            | 18          | 0           | 0                     | 0                     | -                              | 0                              | 0                              | 0      | 0      | 18    | 0     |
| 2016                  | Armada de Jacksonville (prêt) | NASL                  | 7           | 0           | -                     | -                     | -                              | -                              | -                              | -      | -      | 7     | 0     |
| 2017                  | Deltas de San Francisco       | NASL                  | 23          | 0           | 1                     | 0                     | -                              | -                              | -                              | 2      | 0      | 26    | 0     |
| 2018                  | Eleven d'Indy                 | USL                   | 31          | 3           | 1                     | 0                     | -                              | -                              | -                              | 1      | 0      | 33    | 3     |
| 2019                  | Eleven d'Indy                 | USLC                  | 27          | 2           | 2                     | 0                     | -                              | -                              | -                              | 3      | 1      | 32    | 3     |
| 2020                  | Eleven d'Indy                 | USLC                  | 15          | 0           | -                     | -                     | -                              | -                              | -                              | -      | -      | 15    | 0     |
| 2021                  | Eleven d'Indy                 | USLC                  | 25          | 2           | -                     | -                     | -                              | -                              | -                              | -      | -      | 25    | 2     |
| 2022                  | Eleven d'Indy                 | USLC                  | 2           | 0           | 1                     | 0                     | -                              | -                              | -                              | -      | -      | 3     | 0     |
| Sous-total            | Sous-total                    | Sous-total            | 100         | 0           | 4                     | 0                     | -                              | 0                              | 0                              | 4      | 1      | 108   | 1     |
| 2022                  | Detroit City (prêt)           | USLC                  | 15          | 0           | -                     | -                     | -                              | -                              | -                              | 0      | 0      | 15    | 0     |
| 2023                  | Atlético Ottawa               | PLCan                 | 0           | 0           | 0                     | 0                     | -                              | -                              | -                              | -      | -      | 0     | 0     |
| Total sur la carrière | Total sur la carrière         | Total sur la carrière | 184         | 8           | 10                    | 0                     | -                              | 3                              | 0                              | 6      | 1      | 203   | 9     |